# Fortaleza de Petrovaradin

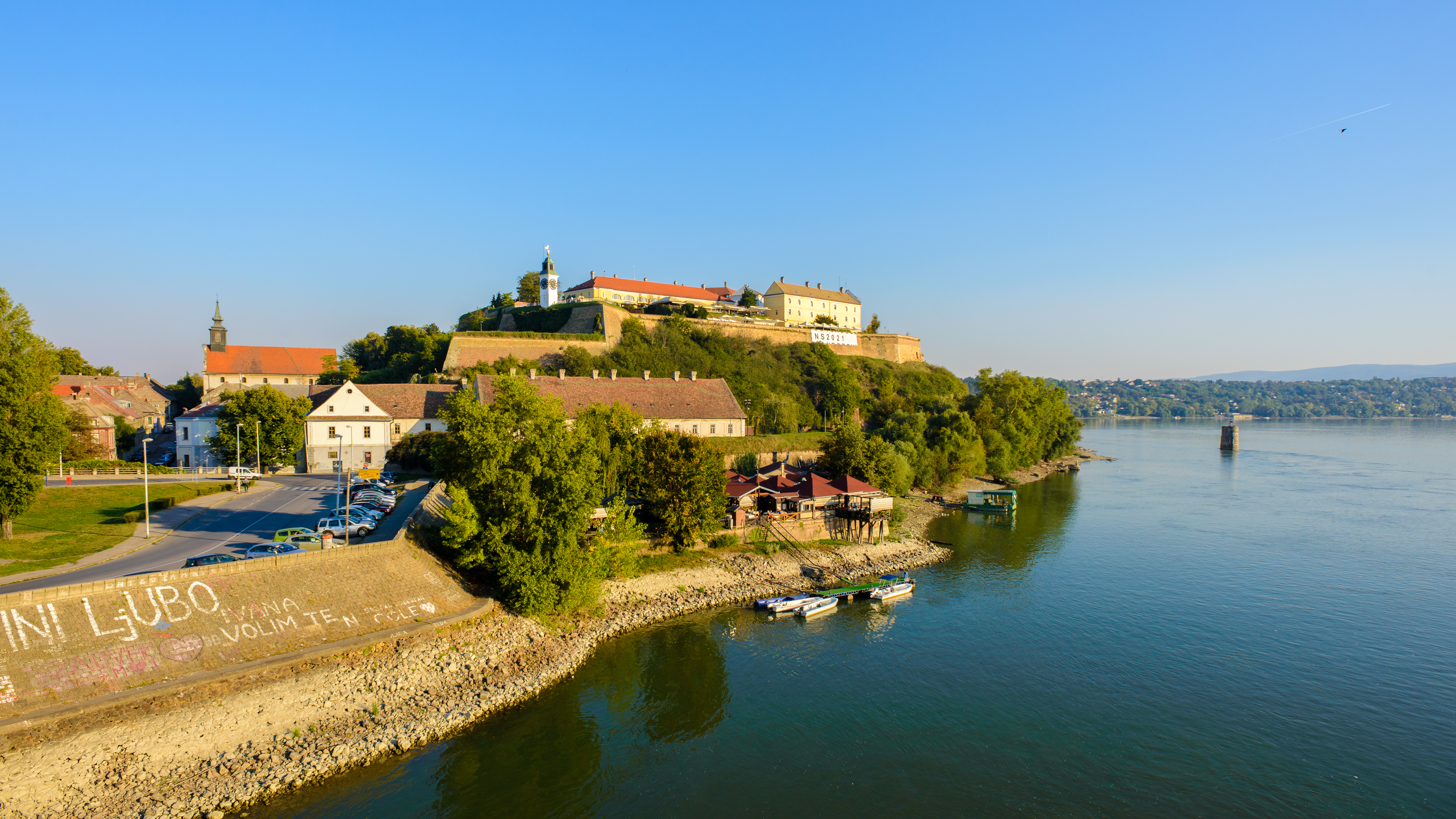
Fortaleza de Petrovaradin, a orillas del Danubio, en Novi Sad.

La fortaleza de Petrovaradin (en serbio: Петроварадинска тврђава) fue la mayor fortificación de Europa en el siglo XVII y, al mismo tiempo, la fortaleza más importante del Imperio austrohúngaro en los Balcanes. Fue construida entre 1692 y 1780 según los planes del conocido arquitecto francés Vauban. Se extiende sobre una zona de 112 ha y cuenta con un sistema único de galerías subterráneas, de 16 km de longitud. La fortaleza tiene cinco puertas de acceso, 12.000 aspilleras y emplazamientos para 400 cañones de campaña.
En un lugar destacado de la fortaleza existe un reloj de campanario, visible desde lejos para los barqueros, con la particularidad de que la aguja horaria es más larga que el minutero, a diferencia de lo usual en los relojes modernos.

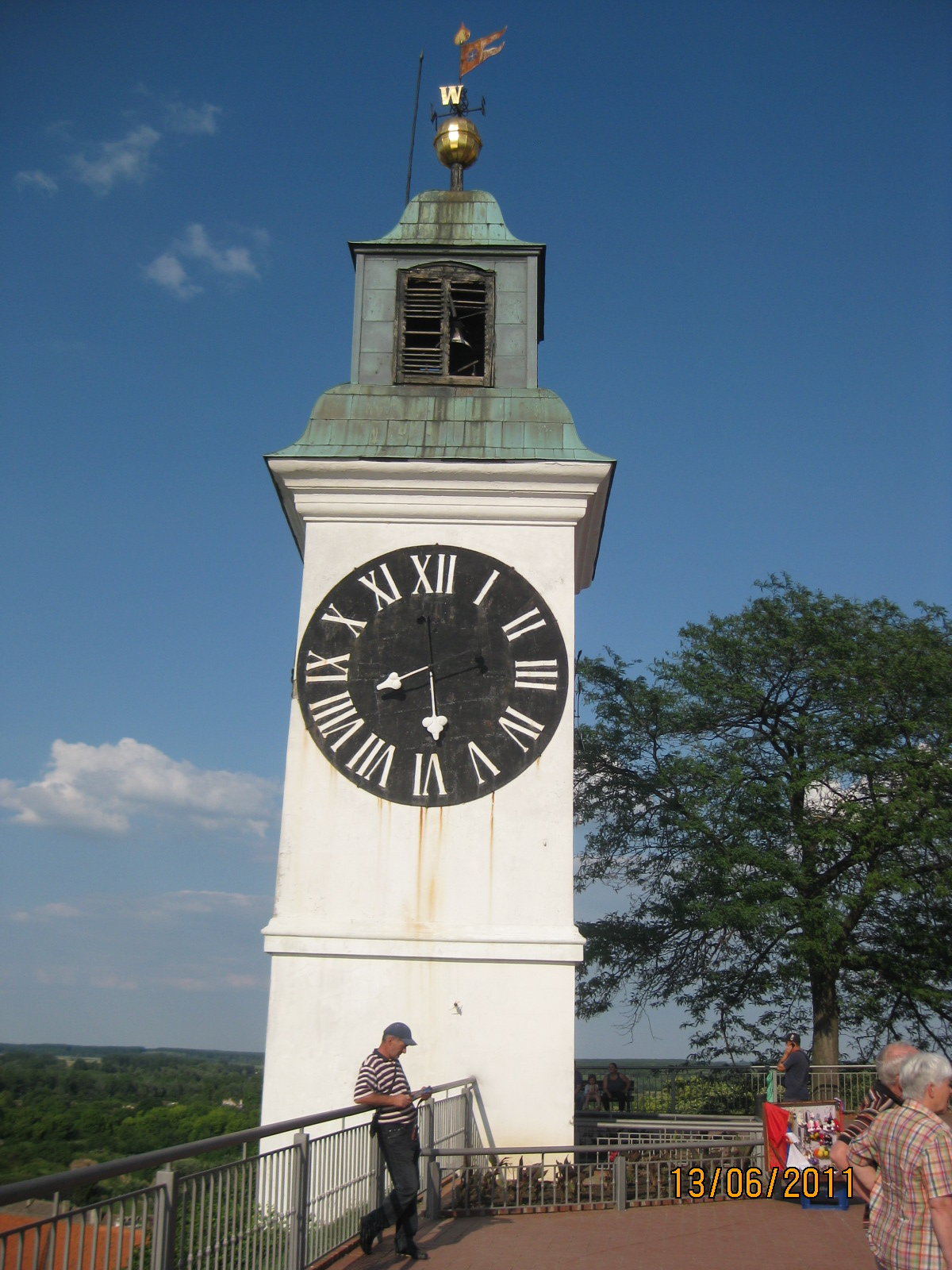
Reloj de torre en la fortaleza, con la particularidad de que la aguja horaria es más larga que el minutero.

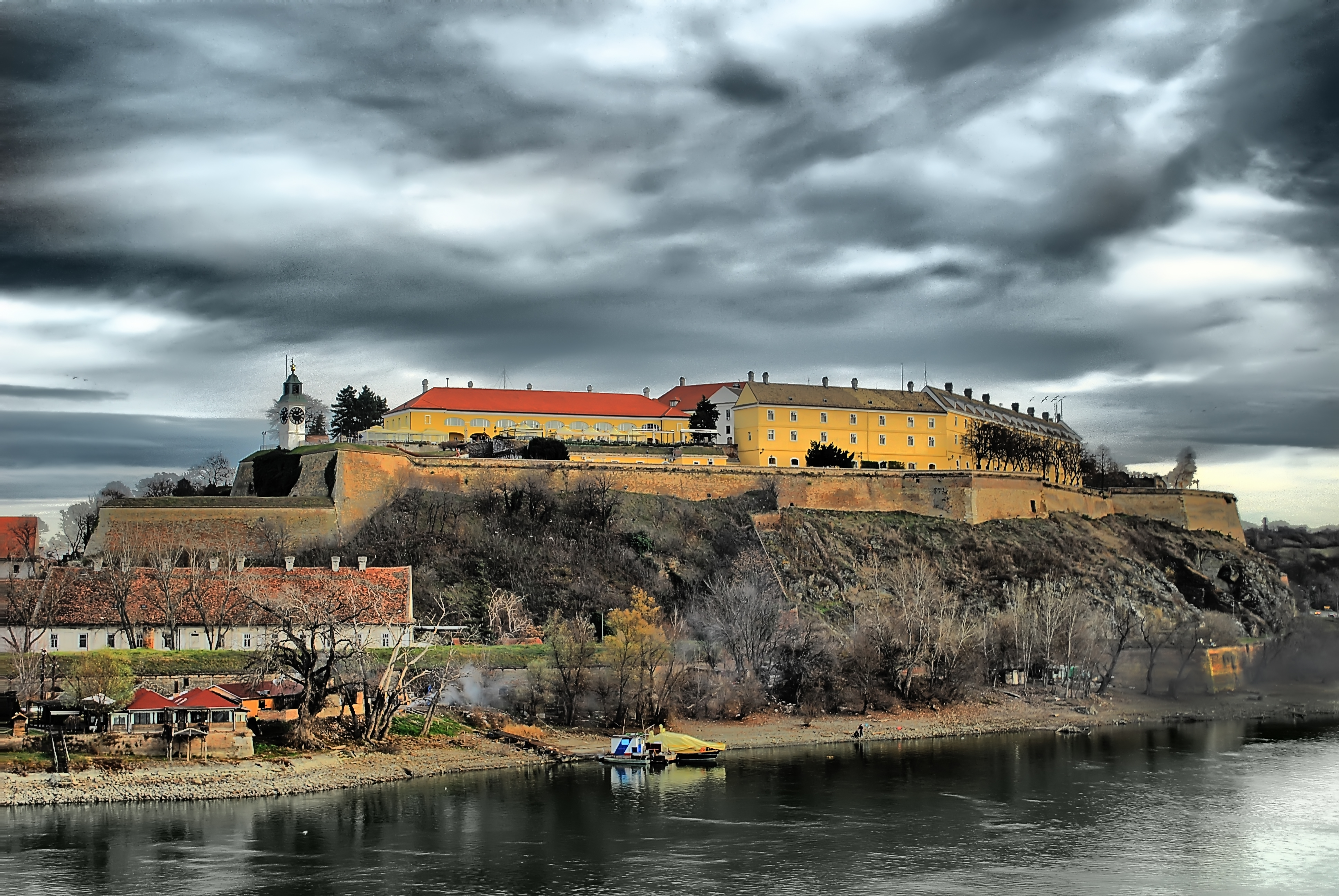
Fortaleza de Petrovaradin

Esta fortaleza es conocida como el "Gibraltar del Danubio".
La fortaleza es el monumento emblemático de Novi Sad. En su recinto se celebra desde 2001 Exit, uno de los mayores festivales de música del sudeste de Europa.